# Laligera
«Laligera» (estilizado en mayúsculas) es una canción interpretada por la cantante argentina Lali, lanzada como el sencillo principal de su cuarto álbum de estudio, Libra. La canción fue lanzada el 10 de octubre de 2019, en el cumpleaños número 28 de la cantante.  La cantante coescribió la canción con Rec808 y Gino Bori, junto con sus productores Rafael Arcaute, Federico Vindver y Ángel López.
En 2020, «Laligera» ayudó a Rafael Arcaute, uno de los productores de la canción, a recibir una nominación al Grammy Latino como Productor del Año.

## Video musical
El videoclip fue dirigido por Orco; se realizó en dos extensas jornadas de grabación diferentes lugares de Parque Patricios barrio que la vio crecer. La muestra patinando en una cancha de baloncesto y pasando el rato con un grupo de bailarinas. El patinaje artístico fue la disciplina que practicaba de pequeña, lo que le permitió mostrar su talento a un público por primera vez. Además, el clip cuenta con la participación de parte de su familia y sus amigas como Gimena Accardi y Candela Vetrano.

### Laligera:  Desde Cero
El 25 de octubre de 2019, lanzó un documental de seis minutos con imágenes exclusivas del detrás de escena del video musical. El documental, que fue calificado como "un viaje a la infancia y los inicios de Lali", muestra la vida de la cantante más allá de su vida artística. En palabras de Lali, "Quería profundizar en mis raíces, no quería que fuera solo un videoclip. Para mí era importante hacerlo desde mi lado más personal (y artístico)".

## Actuaciones en vivo
El 17 de noviembre de 2019, Lali interpretó "Laligera" por primera vez en televisión en el show de Susana Giménez. También se esperaba que la cantante presentara su sencillo «Como así» con CNCO esa noche, aunque fue imposible ya que uno de los miembros de la banda de chicos no pudo ingresar al país.

## Posicionamiento en listas

### Semanales
| Listas (2019)                             | Mejor posición |
| ----------------------------------------- | -------------- |
| Argentina National Songs (Monitor Latino) | 1              |
| Argentina Latin (Monitor Latino)          | 3              |
| Argentina (Monitor Latino)                | 4              |
| Argentina (Argentina Hot 100)             | 24             |

## Historial de lanzamientos
| País   | Fecha                 | Formato(s)       | Discográfica   | Ref.   |
| ------ | --------------------- | ---------------- | -------------- | ------ |
| Varios | 10 de octubre de 2019 | Descarga digital | Sony Argentina | [ 10 ] |